# Yan Lianke
Yan Lianke (阎连科) (Condado Song, Henan, 24 de agosto de 1958) es un escritor chino.
Es uno de los autores contemporáneos más importantes y conocidos de China.
Entró en el ejército en 1978. En 1985 se licenció en Educación de Ciencias Políticas en la Universidad de Henan y en 1991 en literatura por el Instituto de Arte del Ejército Popular de Liberación. Empezó a escribir novelas a partir de 1979, retirándose del ejército en 2004. En la actualidad es catedrático del Instituto de Literatura de la Universidad del Pueblo de China y escritor.
Ha recibido en dos ocasiones el premio literario Lu Xun y el Premio Internacional de Literatura Franz Kafka. Asimismo, fue propuesto en 2012 al Premio Príncipe de Asturias y fue seleccionado en la lista final del Premio MAN Booker de los años 2013 y 2016.

## Obra

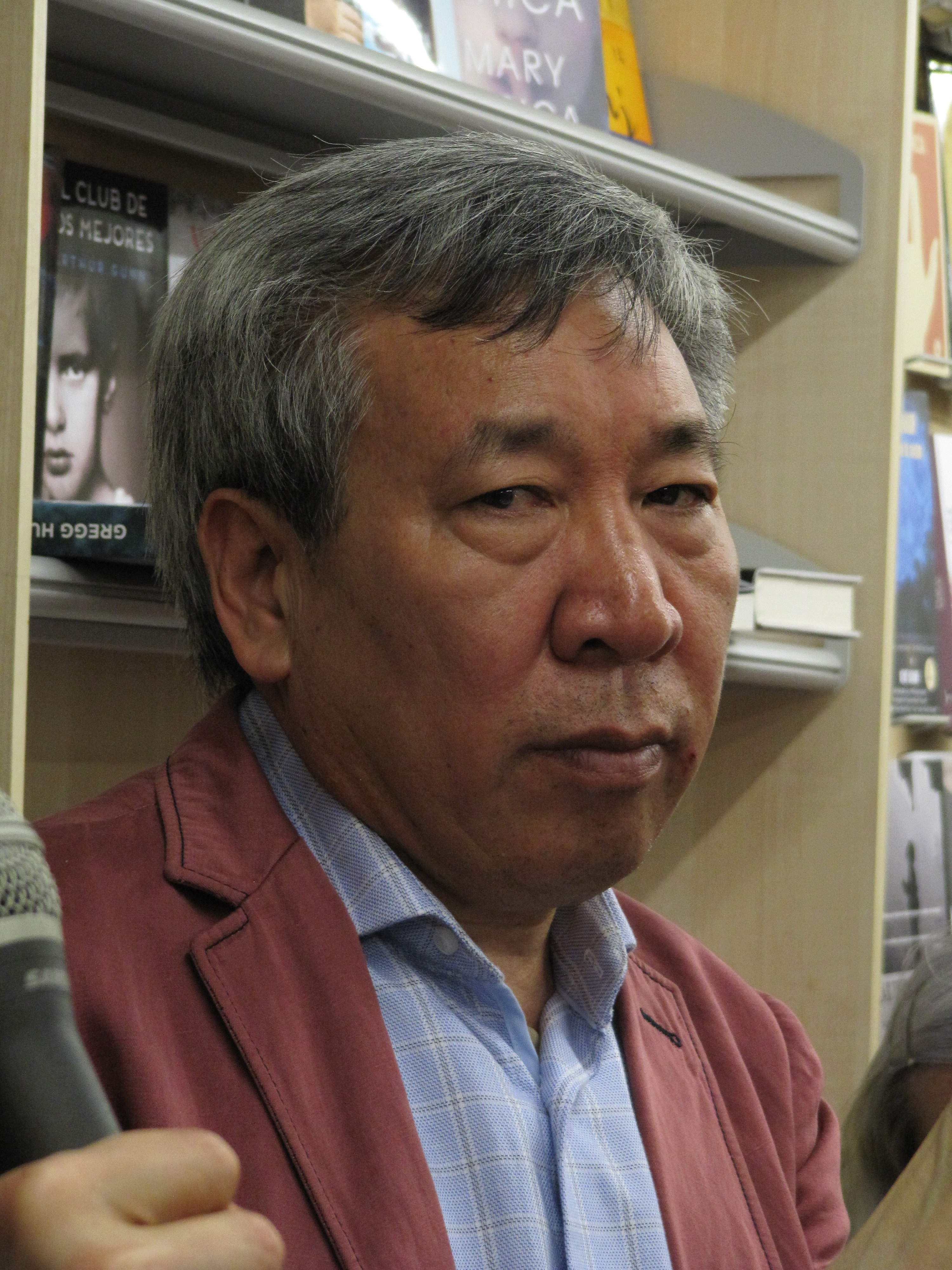
Yan Lianke durante la presentación de "Los cuatro libros" en la librería Auzolan de Pamplona el 15 de octubre de 2016

Entre sus obras principales figuran las novelas Servir al pueblo (2005, traducida al castellano, Ed. Maeva, 2008), El sueño de la aldea Ding (2006, Ed. Automática, 2013) y Los besos de Lenin (2004, Ed. Automática, 2015). 
Otros libros incluyen: 
- Los rayos del sol y la corriente del tiempo (Riguang liunian 日光流年, 1998)
- Dura como el agua (Jianying ru shui 坚硬如水, 2001)
- Canción celestial de Balou (Balou tiange, 耙耧天歌, 2001) [3]

- Días, meses, años (Nian yue ri 年月日, 2002)
- Puesta del sol de verano (Xia ri luo 夏日落, 2010)
- Yo y la generación de mis padres (Wo yu wo fubei 我与我父辈, 2011), galardonada con el Premio de literatura Shi Nai’an

- Los cuatro libros (Sishu 四书, 2011), en alusión al mismo título que se da a los clásicos confucianos.[4]
- Mis realidades, mis ismos (Wode xianshi wode zhuyi 我的现实我的主义, 2011)
- Crónica de una explosión (炸裂志, 2013), finalista del Man Booker International Prize 2017
- La muerte del sol (日熄, 2015)
- Want to Sleep Together Quickly (速求共眠, 2018)
- Heart Sutra (心經, 2020)

## Premios
Yan Lianke obtuvo dos años seguidos el prestigioso premio literario Lu Xun, cuenta también con el premio Lao She y diversos galardones chinos y extranjeros. Sus libros han sido traducidos a más de 20 idiomas, entre ellos japonés, coreano, vietnamita, francés, inglés, alemán, italiano, holandés, hebreo, español y serbio.
En marzo de 2018 Yan Lianke apareció en los medios africanos como finalista de la edición 2017 de los Grandes Premios de las Asociaciones Literarias (categoría Bellas-letras), con su libro titulado Crónica de una explosión.

## Referencias

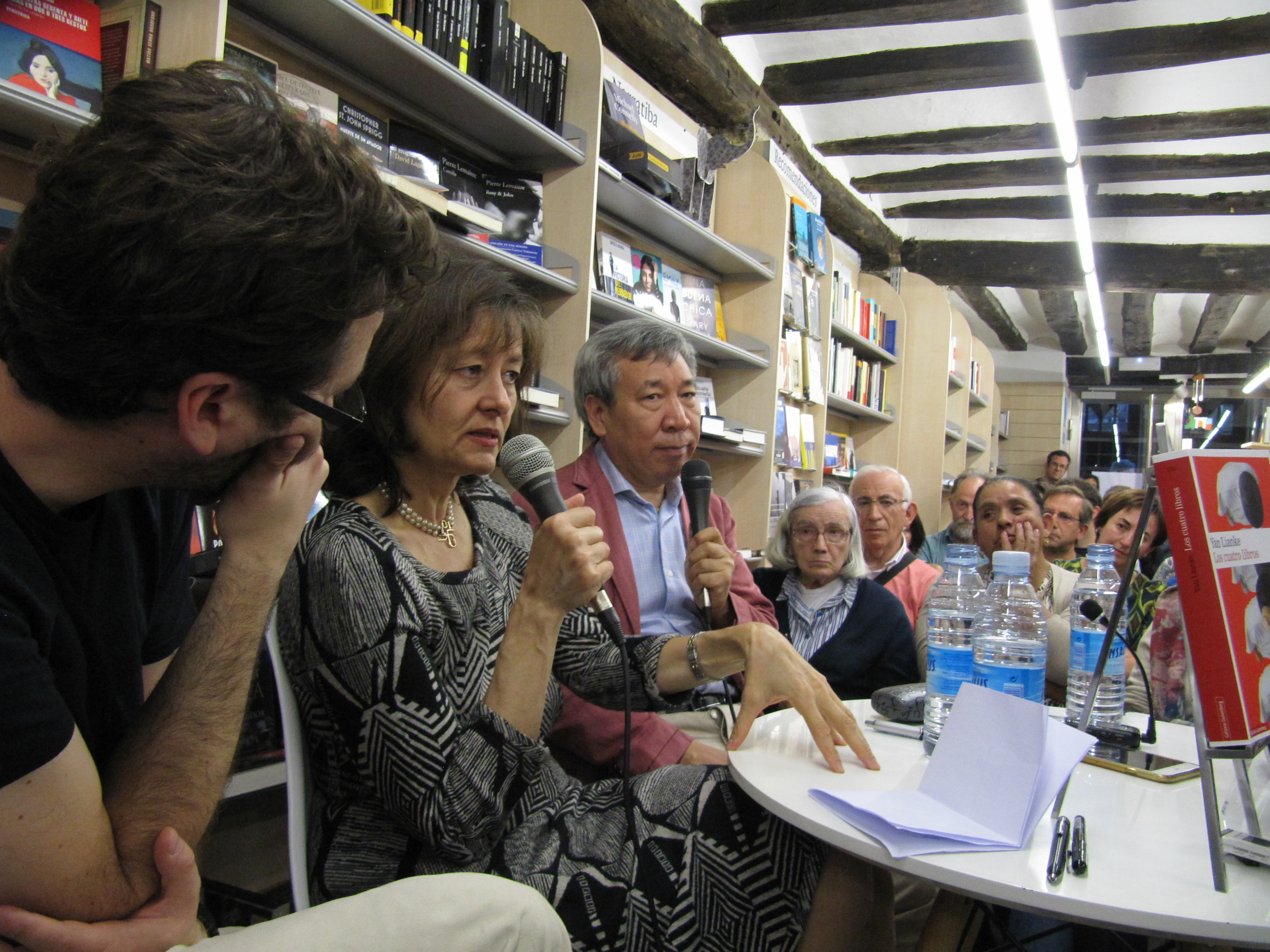
Presentación de "Los cuatro libros" de Yan Lianke con la traductora Taciana Fisac y el coordinador del Foro Auzolan, Roberto Valencia. Librería Auzolan, 15 de octubre de 2016.